# Preseka Oborovska
Preseka Oborovska – wieś w Chorwacji, w żupanii zagrzebskiej, w gminie Rugvica. W 2011 roku liczyła 154 mieszkańców.